# Knonau
Knonau es una comuna suiza del cantón de Zúrich, ubicada en el distrito de Affoltern. Limita al norte con la comuna de Mettmenstetten, al este con Kappel am Albis, al sur con Steinhausen (ZG) y Cham (ZG), y al oeste con Maschwanden.

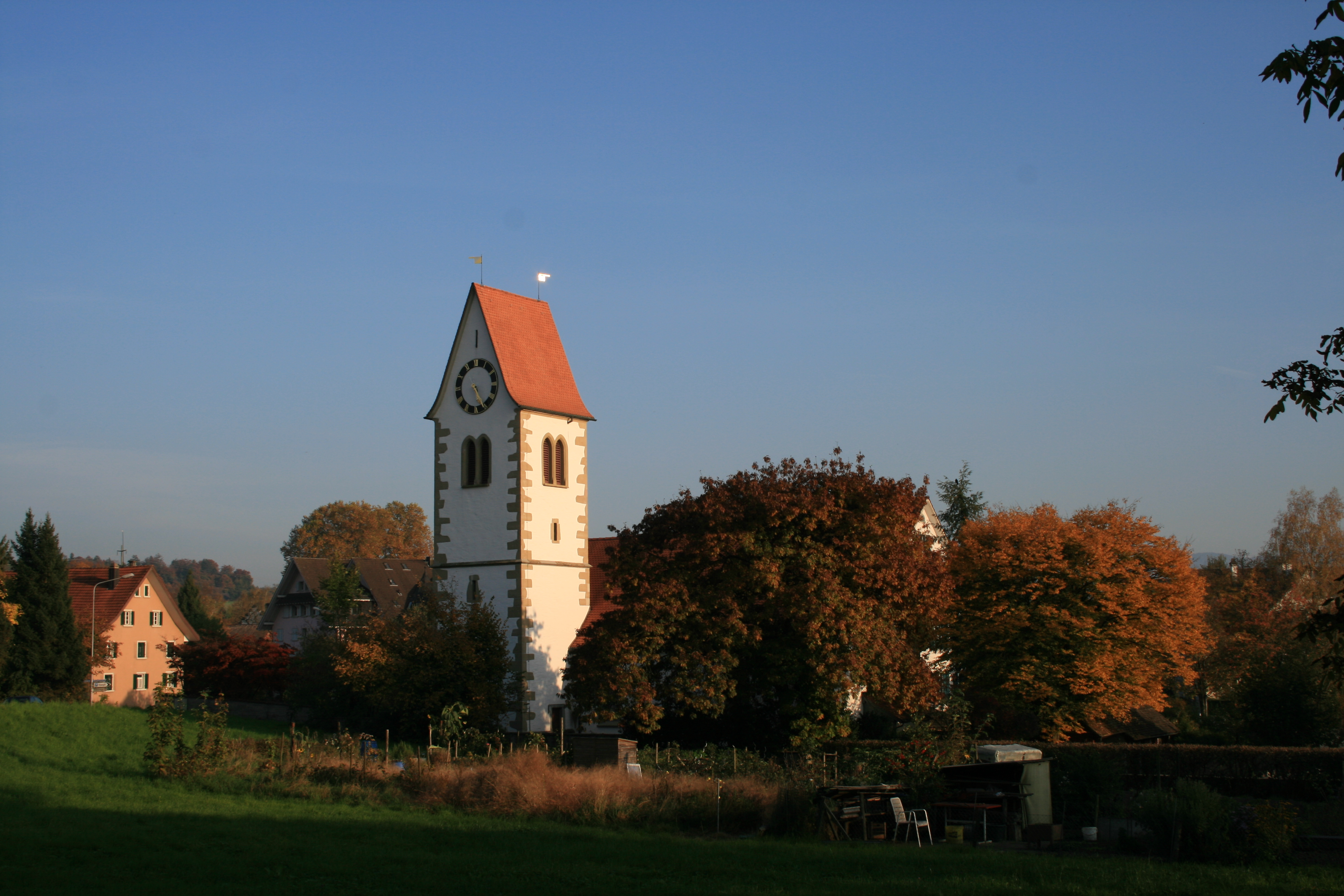
Iglesia protestante.

## Transporte
Ferrocarril
Cuenta con una estación de ferrocarril en la que efectúan parada trenes de cercanías de la red S-Bahn Zúrich.

## Ciudades hermanadas
- Abaliget.